# احیای زبان عبری

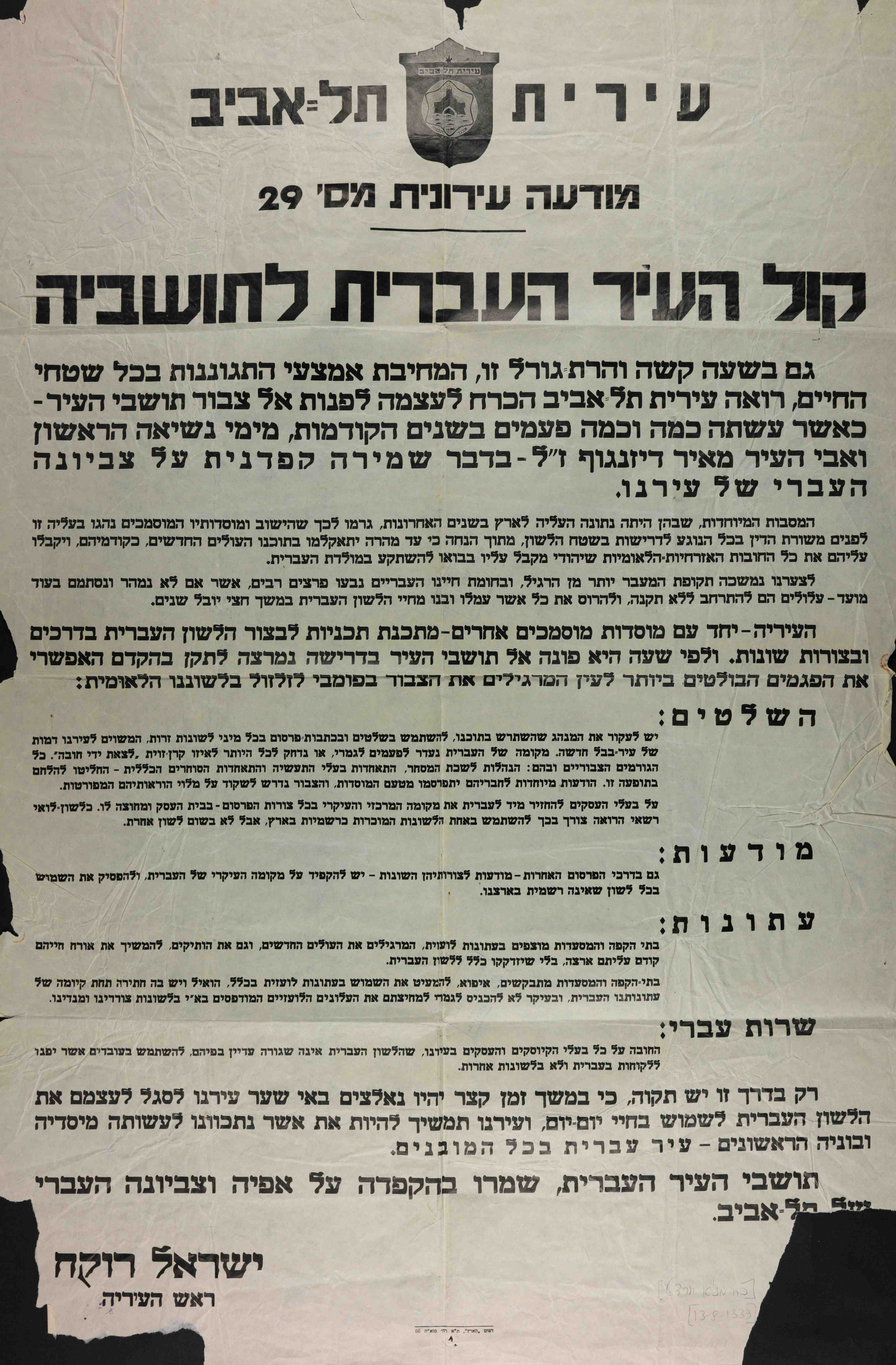
اعلامیه‌ای که از مردم تل آویو می‌خواهد تا به زبان عبری سخن بگویند، سال ۱۹۳۹

احیای زبان عبری در پایان سده نوزدهم و در طول سده بیستم در اروپا و فلسطین رخ داد و در پی آن عبری از زبان مقدس یهودیت به زبان گفتاری و نوشتاری روزمره در اسرائیل تبدیل شد. این فرایند از آنجا آغاز شد که یهودیان سراسر جهان با زبان‌های متفاوت در نیمه نخست سده نوزدهم وارد فلسطین شدند و همراه با یهودیان فلسطین که از گذشته در آنجا بودند، همگی از عبری به عنوان زبان میانجی استفاده کردند. در همان زمان یک فرایند موازی عبری را در اروپا از زبان مقدس به زبان ادبی تغییر داد که در توسعه برنامه‌های آموزشی ملی‌گرایانه نقشی اساسی داشت. عبری نوین یکی از زبانهای رسمی قیمومت بریتانیا بر فلسطین بود و پس از استقلال اسرائیل در سال ۱۹۴۸ نیز در کنار عربی نوین به یکی از دو زبان رسمی این کشور تبدیل شد. در ژوئیه ۲۰۱۸ طبق قانونی جدید عبری به تنها زبان رسمی کشور تبدیل و عربی دارای «وضعیت ویژه» شد.

## پیشینه
عبری چندین بار به عنوان یک زبان ادبی احیا شده‌است، که بارزترین تلاش‌ها توسط جنبش هاسکالا (روشنگری) در اوایل و اواسط سده ۱۹ در آلمان رخ داد. در اوایل سده نوزدهم، نوعی عبری در بازارهای اورشلیم بین یهودیان برای تجارت ظاهر شد. این گویش عبری تا حدی پیجین بود. در پایان همین قرن کنشگر یهودی، الیزر بن-یهودا، با داشتن ایدئولوژی بازآفرینی ملی‌گرایی (שיבת ציון، Shivat Tziyon، بعداً صهیونیسم) آغاز به احیای عبری به عنوان زبانی گفتاری کرد. آن عبری سرانجام، در نتیجه جنبش محلی که او ایجاد کرد و همچنین حضور گروه‌های جدید مهاجر، جایگزین زبان‌های یهودیان آن زمان (یهودی-اسپانیایی (یا لادینو)، ییدیش یهودی-عربی و بخاری) یا زبان‌های محل سکونت یهودیان (روسی، فارسی و عربی) شد.
تا پیش از تلاش‌های الیزر بن-یهودا، چنان واژگان عبری برای امور روزمره اندک بود که افراد الفاظ کافی برای بر طرف کردن نیازهای روزانه خود پیدا نمی‌کردند. نقل است که روزی الیزر از همسرش می‌خواست که چای آماده کند، اما به جهت کمبود الفاظ عبری به همسرش گفت: «این را بگیر و این را انجام بده». او سرانجام با همکاری اهل ادب و لغت عبری، جمعیت زبان عبری را در فلسطین تشکیل داد و شروع به نوشتن فرهنگ‌نامه‌ای کرد که تمام واژگان عبری در طول تاریخ در آن جمع‌آوری شده بود، البته او تا قبل از مرگش توانست پنج جلد را تکمیل کند و بعد از مرگ او همفکرانش تا سال ۱۹۵۹ بقیه فرهنگ‌نامه را تکمیل کردند. الیزر نخستین کسی بود که نظریه احیای زبان عبری را مطرح و مقالات مختلفی را در روزنامه‌ها و جراید در این باره منتشر کرد. او در پی احیای واژگان فراموش شده بود و برای معانی جدیدی که زبان عبری کلمه‌ای برای آن‌ها نداشت، با ترکیب واژگان مختلف با یکدیگر، استفاده از الفاظ قدیمی عبری با تغییر معنای آن‌ها و وام گرفتن از دیگر زبان‌ها معادل‌سازی می‌کرد.
نتیجه اصلی کار ادبی روشنفکران عبری در طول قرن نوزدهم نوسازی واژگانی عبری بود. کلمات و اصطلاحات جدیدی به عنوان نوواژه از مجموعه بزرگ نوشته‌های عبری از زمان تنخ یا از عربی، آرامی باستان و لاتین اقتباس شدند. واژگان جدید بسیاری نیز یا از زبان‌های اروپایی به ویژه انگلیسی، روسی، آلمانی و فرانسوی گرفته شدند یا بعد از آن‌ها ساخته شده‌اند. عبری نوین در سال ۱۹۲۱ به زبان رسمی در فلسطین تحت حاکمیت انگلیس (همراه با انگلیسی و عربی) تبدیل شد و سپس در سال ۱۹۴۸ به زبان رسمی کشور تازه‌تاسیس اسرائیل معرفی شد و امروزه رایج‌ترین زبان در این کشور است.